# Umma
Umma (ngày nay là Umm al-Aqarib, tỉnh Dhi Qar ở Iraq) là một thành phố của người Sumer cổ đại. Có một số cuộc tranh luận học thuật về tên gọi Sumer và Akkad cho di chỉ này. Cho đến gần đây Umma đã được xác định với cái tên Tell Jokha, nhỏ hơn 7 km về phía tây bắc.

## Lịch sử
Trong văn bản Sumer nguyên gốc Dòng dõi của Inanna đến âm tào địa phủ, Inanna can ngăn lũ quỷ dữ từ âm phủ tới bắt Shara, người bảo trợ của Umma đang sống trong cảnh nghèo khổ. Cuối cùng chúng đành bắt Dumuzid vua của Uruk sống trong cảnh giàu sang phú quý để thay thế.
Nổi tiếng với cuộc xung đột biên giới lâu dài với Lagash, thành phố đạt tới đỉnh cao vào khoảng năm 2275 TCN, dưới thời trị vì của Lugal-Zage-Si, nhà vua còn kiểm soát cả Ur và Uruk. Dưới triều đại Ur III, Umma đã trở thành một trung tâm tỉnh lị quan trọng. Hầu hết các bảng trên 30.000 chữ hình nêm được tìm thấy từ khu di chỉ khảo cổ có chứa các văn bản hành chính và kinh tế vào thời đó. Chúng đưa ra một cái nhìn sâu sắc tuyệt vời về công việc nội trị ở Umma. Bộ lịch Umma của Shugi (khoảng thế kỷ 21 TCN) là tiền thân trực tiếp của lịch Babylon về sau, và gián tiếp của lịch Do Thái sau thời kỳ lưu đày. Umma dường như đã bị bỏ hoang từ sau thời đại Đồ Đồng trung kỳ.

## Khảo cổ học

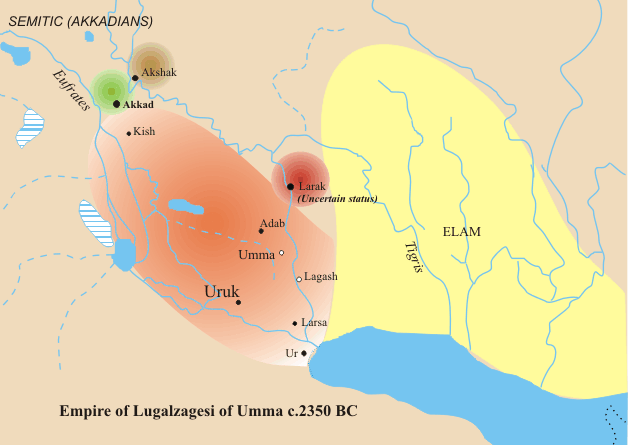
Umma dưới thời Lugal-Zage-Si

Khu di chỉ Tell Jokha từng được William Loftus viếng thăm vào năm 1854 và John Punnett Peters thuộc Đại học Pennsylvania vào năm 1885. Vào đầu những năm 1900, nhiều bảng chữ khắc Umma đã bị khai quật bất hợp pháp thuộc Triều đại thứ ba của Ur bắt đầu xuất hiện trên thị trường cổ vật. Vào cuối những năm 1990, một số đợt khai quật giải cứu liên quan đến dự án đường bộ đã được các nhà khảo cổ Iraq tiến hành tại Tell Jokha.
Kể từ đó, Tell Jokha đã được xác định là Gisha nước phụ thuộc của Umma (hoặc Kissa), trong khi khu di chỉ khảo cổ của chính Umma đã được đặt khoảng 6,5 km về phía đông nam, ở Umm al-Aqarib. Tại Umm al-Aqarib, những người khai quật đã phát hiện những tầng niên đại ngay từ cái gọi là thời kỳ triều đại đầu tiên (khoảng 2900-2300 TCN), bao gồm nhiều công trình hoành tráng, một trong số chúng được xác định khác nhau như là một ngôi đền hay cung điện.

### Cướp bóc
Trong cuộc tấn công Iraq năm 2003, sau khi Liên quân bắt đầu ném bom, những kẻ hôi của đã tràn xuống khu di chỉ khảo cổ mà bây giờ lỗ chỗ với hàng trăm hào rãnh và hố bom. Những triển vọng cho việc khai quật và nghiên cứu chính thức trong tương lai đã bị tổn hại nghiêm trọng trong quá trình này. Hoạt động cướp bóc các hào rãnh đã được đào trên một khu vực rộng 3.000 sân bóng đá ở những di chỉ khác nhau tại Iraq, theo một báo cáo năm 2007 của The Independent.
Vào năm 2001, Mạng lưới Di sản Toàn cầu cho phép quan sát các mối đe dọa đến những khu di chỉ di sản văn hóa tại các quốc gia đang phát triển, phát hành không ảnh so sánh Umma vào năm 2003 và 2010, cho thấy một cảnh quan bị tàn phá bởi các hào rãnh của những kẻ cướp bóc vào lúc đó — khoảng 1,12 km vuông trong tổng số. Những hình ảnh khác có liên quan đến tình hình tại Umm al-Aqarib bao gồm trong bài báo của Tucker về sự tàn phá các di sản khảo cổ Iraq.